# Zsófi Szemerey
Zsófi Szemerey (* 2. Juni 1994 in Kazincbarcika, Ungarn) ist eine ungarische Handballspielerin, die für die ungarische Nationalmannschaft aufläuft.

## Karriere

### Im Verein
Szemerey spielte in der Saison 2008/09 beim ungarischen Verein Alcoa FKC und wechselte daraufhin zu Győri ETO KC. Die Torhüterin gehörte im Dezember 2010 erstmals dem Erstligakader von Győri ETO KC an. In den Meisterschaftsspielzeiten 2010/11 und 2011/12 kam sie zum Einsatz. Nachdem Szemerey in der Saison 2013/14 das Tor des Erstligisten Veszprém Barabás KC gehütet hatte, schloss sie sich dem Ligakonkurrenten Mosonmagyaróvári KC SE an. Szemerey wechselte im Sommer 2017 zu Siófok KC, den sie ein Jahr später in Richtung Ferencváros Budapest verließ. Zur Saison 2020/21 kehrte sie zu Mosonmagyaróvári KC SE zurück. In der Saison 2024/25 stand Szemerey bei Metz Handball unter Vertrag, mit dem sie die französische Meisterschaft und den französischen Pokal gewann. Anschließend kehrte sie zu Győri ETO KC zurück.

### In Auswahlmannschaften
Szemerey gehörte dem Kader der ungarischen Jugendnationalmannschaft an, mit der sie den vierten Platz bei der U-17-Europameisterschaft 2011 und den fünften Platz bei der U-20-Weltmeisterschaft 2012 belegte. Szemerey rückte anschließend in den Kader der ungarischen Juniorinnennationalmannschaft auf, mit der sie bei der U-19-Europameisterschaft 2013 die Silbermedaille gewann. Szemerey wurde dabei in das All-Star-Team des Wettbewerbs berufen. Im folgenden Jahr beendete sie mit der ungarischen Auswahl die U-20-Weltmeisterschaft auf dem siebten Platz.
Zsófi Szemerey bestritt am 26. November 2021 ihr Länderspieldebüt für die ungarische A-Nationalmannschaft gegen Frankreich. Wenige Tage später nahm Szemerey an der Weltmeisterschaft 2021 teil, bei der sie in zwei Partien eingesetzt wurde. Anschließend folgte eine Teilnahme an der Europameisterschaft 2022. Bei der Weltmeisterschaft 2023 zog sich Szemerey im ersten Hauptrundenspiel gegen Senegal bei einem Zusammenprall mit einer gegnerischen Spielerin eine Verletzung am rechten Bein zu, woraufhin sie nicht mehr am Turnier mitwirken konnte. Bei den Olympischen Spielen 2024 in Paris bestritt sie eine Partie für die ungarische Auswahl. Bei der Europameisterschaft 2024 gewann sie die Bronzemedaille.